# Trabanca
Trabanca település Spanyolországban, Salamanca tartományban. Trabanca Fermoselle, Almendra, Ahigal de Villarino és Villarino de los Aires községekkel határos. Lakosainak száma 160 fő (2024).

## Népesség
A település népessége az elmúlt években az alábbi módon változott:
| Lakosok száma | 253  | 262  | 257  | 243  | 236  | 223  | 212  | 184  | 175  | 160  |
|               | 2001 | 2004 | 2007 | 2009 | 2012 | 2014 | 2017 | 2019 | 2022 | 2024 |